# Бабаев, Анвар
Анвар Бабаев (14 августа 1914 года, село Чорчирог, Каратегинское бекство, Бухарский эмират — 1994 год, село Турдибобо, Гиссарский район, Таджикистан) — бригадир хлопкового совхоза «Сталинабадский» Министерства хлопководства СССР, Гиссарский район Таджикской ССР. Герой Социалистического Труда (1951).

## Биография
Родился в 1914 году в селе Чорчирок (сегодня — Раштский район Таджикистана) Бухарского эмирата. С 1934 года — рядовой колхозник, хлопковод в колхозе «Таджикистан сурх». В 1943 году призван на фронт. Воевал в составе 92-го запасного стрелкового полка 13-й запасной стрелковой дивизии.
После демобилизации в 1946 году возглавил хлопководческую бригаду совхоза «Сталинабадский» (позднее — совхоз имени Дзержинского) Гиссарского района.
В 1950 году бригада Анвара Бабаева получила в среднем по 52,3 центнера хлопка-сырца с каждого гектара на участке площадью 53,6 гектаров. высокие показатели по надою молока. Указом Президиума Верховного Совета СССР от 10 мая 1951 года «за получение в 1950 году высоких урожаев хлопка на поливных землях при выполнении совхозом плана сдачи государству сельскохозяйственных продуктов и обеспеченности семенами всех культур для весеннего сева 1951 года» удостоен звания Героя Социалистического Труда с вручением ордена Ленина и золотой медали Серп и Молот.
Трудился в совхозе до выхода на пенсию в 1975 году. Проживал в кишлаке Турдибобо Гиссарского района (сегодня входит в городские границы Гиссара). Скончался в 1994 году.
Награды
- Герой Социалистического Труда
- Орден Ленина
- Орден Отечественной войны 2 степени (11.03.1985)
- Медаль «За трудовую доблесть» — дважды (09.06.1952; 17.01.1957)
- Почётная Грамота Президиума Верховного Совета Таджикской ССР